# Bai'anba
Bai'anba (kinesiska: 百安坝) är ett stadsdelsdistrikt i sydvästra Kina. Det ligger i stadsdistriktet Wanzhou i storstadsområdet Chongqing, omkring 220 kilometer nordost om det centrala stadsdistriktet Yuzhong. Antalet invånare är 91 947. Befolkningen består av 49 710 kvinnor och 42 237 män. Barn under 15 år utgör 13,0 %, vuxna 15-64 år 79 %, och äldre över 65 år 7,0 %.